# Copa Jalisco 2014
La Copa Jalisco 2014 fue la tercera edición después de la Copa Jalisco, en el que participaron Chiapas FC, Santos Laguna, Atlas de Guadalajara y el Club Leones Negros de la Universidad de Guadalajara y sirve de pretemporada para el Torneo Apertura 2014. El Club Deportivo Guadalajara quedó ausente debido a sus compromisos ya pactados.

## Sistema de competición
- El torneo tuvo una duración de 2 días o jornadas. Se celebró entre el 10 y 12 de julio, a razón de dos partidos por equipo.

- Cada equipo consiguió 3 puntos por cada partido ganado, 1 punto por partido empatado y 0 por partido perdido.

- El club que sumó mayor cantidad de puntos fue el ganador. En caso de empate, se decidió por tiros desde el punto Penal.

### Participantes
- Atlas
- U de G
- Santos
- Chiapas

## Jornadas

### Jornada 1
| 10 de julio de 2014 | Atlas      | 1:3 (1:1) | Santos                                   | Estadio Jalisco, Guadalajara |  |
|                     | Rivera 44' |           | Quintero 33' · Orozco 69' · Rentería 73' |                              |  |

| 10 de julio de 2014 | U de G                  | 2:3 (2:1) | Chiapas                        | Estadio Jalisco, Guadalajara |  |
|                     | Ferreira 13' · Romo 24' |           | Andrade 33' 62' · Bermúdez 87' |                              |  |

### Jornada 2
| 12 de julio de 2014 | Santos                                 | 2:1 (2:1) | Chiapas               | Estadio Jalisco, Guadalajara |  |
|                     | Rodolfo Salinas 1' · Javier Orozco 27' |           | Christian Bermúdez 3' |                              |  |

| 12 de julio de 2014 | Atlas                                    | 3:1 (0:1) | U de G   | Estadio Jalisco, Guadalajara |  |
|                     | Rivera 58' · Caballero 65' · Esqueda 69' |           | Ríos 44' |                              |  |

## Tabla de posiciones
| Equipo        | Pts | PJ | PG | PE | PP | GF | GC | Dif |
| ------------- | --- | -- | -- | -- | -- | -- | -- | --- |
| Santos Laguna | 6   | 2  | 2  | 0  | 0  | 5  | 2  | 3   |
| Chiapas       | 3   | 2  | 1  | 0  | 1  | 4  | 4  | 0   |
| Atlas         | 3   | 2  | 1  | 0  | 1  | 4  | 4  | 0   |
| U de G        | 0   | 2  | 0  | 0  | 2  | 3  | 6  | -3  |

| Santos Laguna 1° título |

| Predecesor: Copa Jalisco 2013 | Copa Jalisco Copa Jalisco 2014 | Sucesor: Copa Jalisco 2015 |